# Fatin Shidqia
Fatin Shidqia Lubis (sinh ngày 30 tháng 7 năm 1996) là một ca sĩ Indonesia. Cô là nhà vô địch của cuộc thi tài năng X Factor Indonesia. Fatin Shidqia thử giọng cho mùa giải đầu tiên của X Factor Indonesia với phần biểu diễn ca khúc "Grenade" của Bruno Mars. Ngày 25 tháng 5 năm 2013, Fatin trở thành người chiến thắng trong mùa giải đầu tiên của X Factor Indonesia.

## Danh sách đĩa nhạc
- Aku Memilih Setia (2013)
- Kekasih Mu (2013)